# Episodi di Black Jesus (terza stagione)
La terza stagione della serie televisiva Black Jesus, composta da 10 episodi, è stata trasmessa negli Stati Uniti, da Adult Swim, dal 21 settembre al 30 novembre 2019.
In Italia la stagione è inedita.
| nº | Titolo originale          | Prima TV USA      |
| -- | ------------------------- | ----------------- |
| 1  | The Compton Carter        | 21 settembre 2019 |
| 2  | Vatican Guys              | 28 settembre 2019 |
| 3  | Parole Officer            | 5 ottobre 2019    |
| 4  | Operation SHUT'EMDOWN     | 19 ottobre 2019   |
| 5  | Boonie Christ             | 26 ottobre 2019   |
| 6  | The Compton Crusader      | 2 novembre 2019   |
| 7  | Hair Tudi                 | 9 novembre 2019   |
| 8  | Boonie Comes Up           | 16 novembre 2019  |
| 9  | God's Team                | 23 novembre 2019  |
| 10 | The Real Jesus of Compton | 30 novembre 2019  |